# Maintenance conditionnelle
 (août 2023).
Calque de l'anglais conditional maintenance, l'expression « maintenance conditionnelle », désormais consacrée par l'usage, désigne la maintenance subordonnée à l'état — en anglais condition — du matériel (une expression équivalente en anglais est d'ailleurs condition-based maintenance ou CBM).

## Définition
La définition de la norme française et européenne est la suivante : « Maintenance préventive qui inclut l’évaluation des conditions physiques, l’analyse et les éventuelles actions de maintenance qui en découlent » (extrait norme NF EN 13306 X 60-319 de janvier 2018).

## Exemple
À titre d'exemple, remplacer des plaquettes de frein d'une voiture quand le voyant lumineux correspondant s'allume sur le tableau de bord, relève de la maintenance (préventive) conditionnelle.

## Techniques employées
L'état de santé du matériel fait l'objet d'une surveillance au moyen de techniques comme l'analyse des vibrations (angl. vibration analysis) ou analyse vibratoire, la tribologie (angl. tribology) et la thermographie par infra-rouges (angl. infrared thermography) ou thermographie infrarouge, qui permettent de savoir s'il va y avoir une avarie et quand celle-ci se produira (les spécialistes anglais parlent de condition monitoring, littéralement « surveillance de l'état »). Il ne reste plus qu'à prendre les mesures qui s'imposent pour éviter l'avarie.

## Démarche de mise en place
Cette démarche ne peut se faire qu'avec une véritable volonté de la part de la direction d'engager les moyens nécessaires et ceci selon les étapes suivantes :
- cibler les machines critiques où les avaries entraîneraient des coûts d’arrêt de production élevés, de la non qualité, des risques pour le personnel et l’environnement ;
- faire le bilan des pannes et dégradations connues et possibles à l’aide de l'AMDEC, d’historiques de panne, d’arbres de dépannage ;
- faire le bilan des dégradations perceptibles par des symptômes, et déterminer les outils les mieux adaptés à leur détection ;
- comparer, chez les différents fournisseurs, les matériels de détection, se renseigner chez des utilisateurs sur les résultats obtenus, demander un test sur site ;
- calculer la rentabilité économique de la démarche en prenant en considération tous les aspects, notamment en matière de personnel ;
- imaginer les compléments ultérieurs possibles afin de choisir un matériel au besoin évolutif ;
- bien choisir les personnes affectées à cette surveillance ; curiosité, esprit d’induction, méthode, connaissances pluritechniques, travail en équipe sont indispensables ;
- effectuer un bilan annuel afin de quantifier les gains et de vérifier la rentabilité de la démarche, réfléchir à des améliorations éventuelles[1].